# Orden Militar de Cristo
La Orden Militar de Nuestro Señor Jesús Cristo (en portugués: Ordem Militar de Nosso Senhor Jesus Cristo) es una condecoración portuguesa que heredó el nombre de la extinta Orden de Cristo, y que es concedida por destacados servicios prestados en el ejercicio de funciones en cargos de soberanía, Administración Pública, Magistratura y Diplomacia que merezcan ser especialmente distinguidos.
El presidente de la República es inherentemente Gran-Maestre de todas las órdenes honoríficas portuguesas.
La Orden incluye seis grados, en orden decreciente de preeminencia: 
- Gran-Collar (GCol) [desde 2021]
- Gran-Cruz (GCC)
- Gran-Oficial (GOC)
- Comendador o Comendadora (ComC)
- Oficial (OC)
- Caballero o Dama (CvC / DmC)

También tiene el grado de Miembro-Honorario (MHC) para instituciones.

## Lista de distinguidos
- José Olaguer Feliú y Ramírez (1924)
- Colégio Militar de Portugal (1953)
- João Maria Feijóo
- Carlos Carvalhas
- Juvenal de Araújo
- Instituto Militar dos Pupilos do Exército
- Joaquim Maria de Mendonça Lino Netto
- Francisco Sá Carneiro (1981, a título póstumo)
- Carlos Mota Pinto (1981)
- Mário Soares (1981, 1991)
- Leonardo Ribeiro de Almeida (1982)
- Freitas do Amaral (1983)
- Vítor Pereira Crespo (1983)
- Francisco Pinto Balsemão (1984)
- Joaquim Letria (1986)
- Ramalho Eanes (1986)
- Gonçalo Ribeiro Telles (1988)
- Jaime Gama (1988)
- Rui Machete (1988)
- Eurico de Melo (1990)
- José Saraiva Martins (1991)
- João de Deus Pinheiro (1993)
- Aristides de Sousa Mendes (1995, a título póstumo)
- António Alçada Baptista (1996)
- Cavaco Silva (1996)
- Durão Barroso (1996)
- José Cutileiro (1996)
- Mota Amaral (1996)
- Rocha Vieira (1996)
- António Cardoso e Cunha (1998)
- António Mega Ferreira (1998)
- Francisco Lucas Pires (1998)
- Nuno Krus Abecassis (1999, a título póstumo)
- Ana Gomes (2000)
- José Menéres Pimentel (2000)
- António Guterres (2002)
- João Salgueiro (2002)
- Francisco Seixas da Costa (2003)
- Leonor de Borbón, Princesa de Asturias (2024)